# Dubai Duty Free Tennis Championships 2016
Die Dubai Duty Free Tennis Championships 2016 waren ein Tennisturnier der WTA Tour 2016 für Damen und ein Tennisturnier der ATP World Tour 2016 für Herren in Dubai. Das Damenturnier der WTA fand vom 14. bis 21. Februar 2016 statt, das Herrenturnier der ATP vom 22. bis 28. Februar.

## Herrenturnier
→ Qualifikation: Dubai Duty Free Tennis Championships 2016/Herren/Qualifikation
Im Herreneinzel konnte sich Stan Wawrinka im Finale gegen Marcos Baghdatis in zwei Sätzen durchsetzen. Im Doppel gewannen die Italiener Simone Bolelli und Andreas Seppi gegen Feliciano López und Marc López.

## Damenturnier
→ Qualifikation: Dubai Duty Free Tennis Championships 2016/Damen/Qualifikation
Im Finale des Dameneinzels siegte die Italienerin Sara Errani gegen Barbora Strýcová. Den Titel in der Doppelkonkurrenz sicherten sich Chuang Chia-jung und Darija Jurak gegen die an Position zwei gesetzten Caroline Garcia zusammen mit Kristina Mladenovic.